# Through the Trees
Through the Trees è il terzo album in studio del gruppo musicale statunitense The Handsome Family, pubblicato nel 1998.

## Tracce
1. Weightless Again – 3:40
2. My Sister's Tiny Hands – 3:27
3. Stalled – 2:28
4. Where The Birch Trees Lean – 3:22
5. Cathedrals – 3:24
6. Down In The Ground – 2:45
7. The Giant Of Illinois – 3:05
8. Down In The Valley Of Hollow Logs – 3:31
9. I Fell – 4:16
10. The Woman Downstairs – 4:49
11. Last Night I Went Out Walking – 4:26
12. Bury Me Here – 2:46
13. My Ghost – 2:26